# White Knot

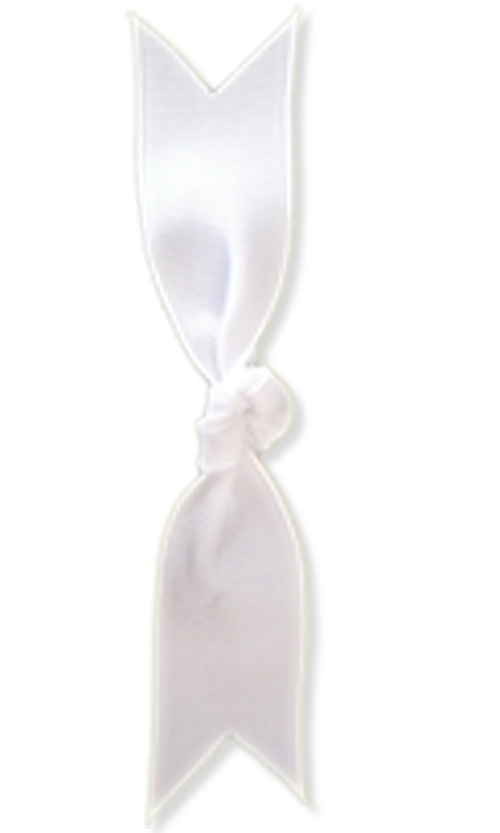
White Knotのシンボル

White Knot（ホワイト・ノット）は、同性結婚へのサポートを示すためにアメリカ合衆国で使われているシンボルである。
White Knotは、結婚の2つのシンボルである、「白」と、「tying the knot（結び目をしめる）」という言葉（「結婚する」という意味の慣用句）を組み合わせたもので、同性結婚へのサポートを表している。そのため、多くの有名人が連帯を示す手段として、White Knotを公の場で着用してきた。White Knotは、カリフォルニア州でProposition 8が可決されたことで同性結婚が禁止されたことや、全国のLGBTの人々に対する他の公民権が否定されたことを受けて、2008年11月にFrank Vociによって作成された。